# Husův dům (Nosislav)
Husův dům v Nosislavi je sborový dům Českobratrské církve evangelické.

## Popis domu
Husův dům v Nosislavi vlastní Farní sbor českobratrské církve evangelické v Nosislavi. Konají se v něm některé aktivity tohoto církevního subjektu a organizací, kterým je smluvně či partnersky pronajat či zapůjčen. Např. YMCA – Klub Nosislávek (od roku 2005), scházeli se zde i skauti. Konají se zde vánoční jarmarky (od 2000), sbírky šatstva (od 1999), příměstský tábor (od 2015).
Má hlavní sál s možností úpravy jako bohoslužebný sál, divadlo anebo sezení při stolech. Malý sál je průchozí a má průhledy do velkého. Slouží jako zázemí při akcích ve velkém sále anebo pro malé akce. K dispozici je dále herna v patře s možností provizoria přespávání, sociální zázemí s kuchyňkou a průchozí místností (presbyternou). Dále je v dispozici dvůr s hracími prvky pro děti a klubovna ve sklepě, variantně sklad.
Hlavní aktivitou jsou bohoslužby v zimním období, přenášené i internetem, ale i možnosti sejití dětí, mládeže, hudebníků a tvořivých dílen.

## Lokalizace
Nachází se v Nosislavi v řadové zástavbě na ulici Masarykově (dům s čp. 137) cca 140 metrů severozápadně od sídla sboru – fary a naproti ní stojícího evangelického kostela. Husův dům sousedí přes dvůr s domem chráněného bydlení.

## Název a označení domu
O objektu (objektech) jako o Husově domě se hovoří od roku 1915, kdy byl takto pojmenován v sérii husovských slavností. I když vzhledem k válce byly nakonec na mnoha místech skromnější. Stavební prvek na vchodem uprostřed (falešný vikýř) s nápisem Husův dům a Husovým heslem na otevřené knize („Mluv pravdu atd.“) vznikl po roce 1926. Po dlouhou dobu nebyl příliš čitelný. Už tehdy se chtělo ustoupit od jeho národoveckého vyznění k biblickému tématu.
Po úpravách vstupu a celkového vzhledu z ulice (1997) nebyl přijat návrh zobrazení Miroslava Rady „Mojžíš v hořícím keři“. Místo proto zůstalo dlouho prázdné. Až v roce 2016 umístěn emblém, který podtrhuje, že se nejedná o běžný dům k bydlení. Byla zvolena biblická slova (Mt 7,7) Proste, a bude vám dáno; hledejte, a naleznete; tlučte, a bude vám otevřeno. U dveří je označení domu v tomtéž provedení. Obojí keramické provedení realizovala významná výtvarnice Barbora Veselá. Původní dřevořezba s označením domu (z roku 1997) je umístěna u vchodu do dvora jako označení vstupu z chráněného bydlení.

## Historický vývoj do roku 1912
Původně byly v lokalitě Husova domu dva domy, které dostaly za tereziánských reforem čp. 137 a 138. Dům 138 byl v uliční čáře asi dvojnásobně širší než 137 a sahal do poloviny dnešního Husova domu.
U čp. 138 je doloženo, že byl původně jedním z domů novokřtěnců, pak byl pustý a v letech 1711–1775 sloužil jako preshaus olomouckých kartuziánů. Poté byl v držení soukromníků. V letech 1785–1806 jej vlastnil Pavel Kraus, v letech 1785–1788 v něm byla v nájmu první evangelická škola. Vedlejší usedlost (čp. 137) byla majetkem židlochovického panství, po třicetileté válce v držení soukromníka, který ji znovu postavil a prodal zpět vrchnosti. Ta pak zde měla v letech 1707–1821 myslivnu a ještě později hospodu.
Roku 1877 byl dům čp. 138 rozdělen a jeho polovinu koupil Pavel Solnička (1846–1916) se svou ženou Ludvíkou (1846–1917). Na své části vybudoval ve dvoře kovárnu, která ležela převážně na dnešním dvoře Husova domu. Studna ve dvoře Husova domu je zřejmě jedinou dochovanou částí kovárny. Na přelomu roku 1880 a 1881 koupili manželé Solničkovi i zbytek domu (čp. 138) a spojili ho se svým. Číslo 138 pak bylo přeneseno na jiný dům v Nosislavi. Pak zde existoval Solničkův dům a kovárna čp. 257 sahající do poloviny dnešního Husova domu a za nimi zahrada s přístupem z jiné ulice (dnes ulice Vinohradská). Roku 1902 koupili Solničkovi i přilehlý hostinec čp. 137, který pronajímali. Zajímavostí hostince bylo plynové osvětlení.
Majitel hostince byl i prvním předsedou spolku hasičů (založen 1899). Mnohé aktivity se zpočátku konaly i v Solničkově hostinci.

## Sirotčinec (1912) 1914-1926
Roku 1912 byly od Pavla a Ludvíky Solničkových koupeny jejich dva domy. Koupě byla výhodná, z původní ceny dvacet tisíc korun slevili Solničkovi dva tisíce jako dar sboru. „Pohnutkou k prodeji hostince byla mimo jiné také tragická smrt jediného syna majitele, při níž sehrálo roli nadměrné požití alkoholu.“ Bylo kvitováno ústy faráře Pokory „že koupí odstranil jeden hostinec z městyse“. Bylo to období velkého boje proti alkoholismu.
Nejdřívějším záměrem využití bylo zřízení opatrovny pro děti a sborové využití pro další setkávání, na což byl nevhodný kostel i školní budova, která nebyla v majetku sboru, jen provozována pro evangelické děti. V původním hostinci byl z tančírny zřízen shromažďovací sál.
Záhy se ale našlo důležitější využití – sirotčinec (inicioval farář František Pokora 1870-1947). V červnu 1913 ujednáno, že zde bude evangelický reformovaný sirotčinec, aktivita to vyšší církevní organizace – seniorátu.
V únoru 1914 přišly první čtyři děti a koncem roku jich bylo už dvanáct. Celkově sirotčincem za dobu jeho existence prošlo asi šedesát dětí. Obyvatelem sirotčince byl i Emil Vlk (1914-1943), pozdější voják zahraničního vojska, který zemřel ve Velké Británii.
Provozovat sirotčinec nebylo jednoduché – byla válka a pak krize po ní. Malí obyvatelé sirotčince byli vtahováni do života sboru i Nosislavi, třeba tím že i běžné rodiny je podporovali, když se částečně stali jejich součástí. Bylo zde i hospodářství, byt diakonky a provozovala se občas i „opatrovna pro dítky, jichž rodiče v létě jsou v práci polní“.
Mezi dárci na potřeby sirotčince byli i významní lidé. I oba prvorepublikoví prezidenti.
Dlouhodobá existence sirotčince nebyla možná. V létě roku 1926 byl přestěhován do Myslibořic, kde nově utvořené družstvo koupilo pro českobratrskou sociální práci zámek.

## Rozdělení Husova domu 1926
Po zrušení sirotčince byl Husův dům opět novou parcelací přerozdělen a jeho část jako čp. 257 koupili v dražbě 25. března 1926 manželé Anna a Svobodovi. Jan Svoboda byl francouzským legionářem, pro množství rodin Svobodů v Nosislavi se jim říkalo „Svobodovi na Husovým“. Nové rozdělení mělo mnoho zbytkových zvykových práv – Svobodovi užívali bezplatně dvůr Husova domu i část sklepa. Na oplátku se v čas potřeby vjíždělo do Husova domu přes průjezd domu Svobodových. Proto existovala vrátka ze dvora Husova domu do dvora domu Svobodových. Nebylo to nikde zaknihováno až se to pomalu stávalo zdrojem obtíží a nedorozumění. Vše zaniklo dohodami mezi 70. a 90. léty 20. století.
Vchod do Husova domu byl předělán doprostřed objektu hned po rozdělení a z důvodů plného užívání sborem. Původní vstup do hostince byl v pravé části.
Dům byl elektrifikován a spojením tří místností vznikl hlavní sál. Vstup z ulice byl velmi nevhodný, byl přímo do hlavního sálu, jen přes malé prosklené zádveří. Husův dům začal sloužit pro bohoslužby v zimním období místo studeného kostela (poprvé v tuhé zimě 1929. V době Vánoc se zde vtěsnávalo přes dvě stě účastníků, ale to se mačkali i v malém sále při obou otevřených dveří, mnozí i vestoje.

## Husův dům 1926–1989
Husův dům se stal centrem mnohých aktivit, umožňoval a umožňuje i velká setkávání při mimořádných událostech. Zajímavostí je, že Husův dům užívalo podle mobilizačních plánů vojsko (1938), mělo zde kuchyni a dílny. Během války byl přestavěn malý sál (kuchyňka s typickým okénkem), zrušen přístavek do dvora a dřevěné záchodky v rohu dvora. Nově zbudované suché záchodky na jiném místě byly v provozu až do roku 1995.
Nový komunistický režim permanentně usiloval o zabavení Husova domu (zřízení mateřské školky, později zde chtěli zřídit i sýpku). Dům si vyžadoval neustále nějaké opravy (např. vyměněna okna a opravena střecha v 50. letech), stále vypadal ale dost neutěšeně (vodovod jen ve sklepě), což bylo ale výhodou – nelákal tolik ke znárodnění. V roce 1963 nebyla uskutečněna adaptace za účelem výstavby farního bytu nástavbou patra, jejíž podmínkou bylo ale darování fary čp. 156 obci. Neuskutečnila se ani adaptace dle projektu ing. Polišenského v 70. letech. Projekt byl dost velkorysý a naznačoval možnosti rozvíjení práce ve sboru. Inspiroval ale, že byla ve sklepě „na černo“ zbudována klubovna mládeže (1974-1976) s novým vchodem, klenutím a krbem (bývalá lednice hostince). To pomohlo v čase rozvoje práce s mládeží, i když pod dozorem ze strany komunistické moci.
Hlavní sál doznal změn výměnou židlí v 70. letech a zbudování čelní stěny velkého sálu dřevěným obložením v dnešní podobě (1985), kdy zmizelo i staré harmonium a bylo nahrazeno prvními elektrofonickými varhanami.

## Od roku 1989 dodnes
K větší a velmi žádoucí generální opravě bylo přikročeno až po revoluci 1989. Roku 1995 bylo v první etapě zbudován nový přístavek do dvora s presbyternou, kuchyní a WC. Ve druhé etapě (1997) pak uskutečněna kompletní modernizace s jinou dispozicí velkého a malého sálu, včetně oken, dveří, průhledem z malého sálu do velkého dveří s úplně novým vzhledem atp..
Vchod do Husova domu je nyní nalevo v uličním pohledu (třetí umístění vchodu). Některé prvky interiéru navrhl malíř a grafik Miroslav Rada (1926–2017): osvětlení, výmalba velkého sálu atd. Navrhl i obnovu dřevořezby – otevřené Bible s kalichem a nápisem „Ptejte se na Písma! Ev. sv. Jana 5,39.“ Ty kdysi zhotovil ve více kusech Vilém Pernikář z Diváků a byly umístěny za tzv. druhé republiky a protektorátu ve školních třídách. Opravený Husův dům byl slavnostně otevřen 26. října 1997.
Až později byl dokončen nový dvůr s charakteristickým schodištěm (dnes do chráněného bydlení), kanalizační přípojka (2012), herna v podkroví (2013), opravena klubovna ve sklepě a nové topení v celé budově (2014), tepelná izolace stropů (2015), keramika na průčelí od Barbory Veselé (2016), nová fasáda budovy s izolací stěny do dvora (2017) a lavička Charlie na paměť Charlotty Garrigue Masarykové.

## Oddělení a vznik Chráněného bydlení Nosislav
Sbor inicioval vznik Chráněného bydlení Nosislav (od roku 2011). Za tím účelem odprodal někdejší zahradu Husova domu, kdysi hojně užívanou faráři sboru a jejich rodinami. Zahájilo svou činnost v lednu 2016.